# Rare Folk
Rare Folk ist eine spanische Musikgruppe aus Tomares, nahe Sevilla in Andalusien.

## Geschichte
Der Anfang der Band im Jahr 1992 steht ganz im Zeichen der traditionellen keltischen Musik . Rare Folk vermengt die keltische Musik mit Jazz und Rock, orientalischen und afrikanischen Rhythmen, Klängen und Rhythmen aus der elektronischen Musik, wie beispielsweise Breakbeat und Drum and Bass.
Ihr Debüt-Album brachte die Band unter dem Titel Rare Folk 1993 heraus.  
Das zweite Album Green (1998) machte Rare Folk zu einem der Gewinner der Injuve ’99, einem Wettbewerb veranstaltet vom Instituto Andaluz de la Juventud in Andalusien. Damit eröffnete sich der Band die Möglichkeit, an diversen Festivals (Ortigueira, Festa da Carballeira, Foliada Folk, Ortigueira, Getxo Folk, uva.) in ganz Spanien aufzutreten. 
Mit dem dritten Album Unima Verse (2001) erreichten Rare Folk eine Form, in welcher die verschiedenen, ursprünglichen Stile eine Einheit erlangen,  Auf dieses Album folgen Einladungen aus und Auftritte in Mexiko, Irland, England und Portugal.
2005 steuerten Rare Folk die Musik zum Film Chapapote …o no bei, einer Coproduktion u. a. von Canal Sur, die das Sinken des Schiffes Prestige und die darauf folgende Ölverschmutzung an der galicischen Küste thematisiert.
Mit der Gründung ihrer eigenen Plattenfirma Fusion Art und dem Vertrieb über Sonifolk erreichen die beiden folgenden Alben Natural Fractals (2008) und Go (2011) eine größere Verbreitung. Mit der irischen Sängerin Cathy Jordan (Dervish) und der Violistin Dee Armstrong (Kila) fanden Rare Folk überdies zwei Musikerinnen, die sich sehr gut ins Ensemble einfügen.

## Diskografie
- 1994: Rare Folk (Q Records)
- 1998: Green (BMG - Discos de Arte)
- 2001: Unima Verse (Fusion Art)
- 2006: Natural Fractals (Fusion Art)
- 2011: Go (Fusion Art)

### Kompilationen
- 1998: Navidades de Arte (BMG-Ariola)
- 1999: Musica Celta sonidos de una identidad mágica (RBA Editores)
- 1999: Naciones Celtas II (Fonofolk)
- 2006: Funclub 20 Aniversario